# Tirol tv

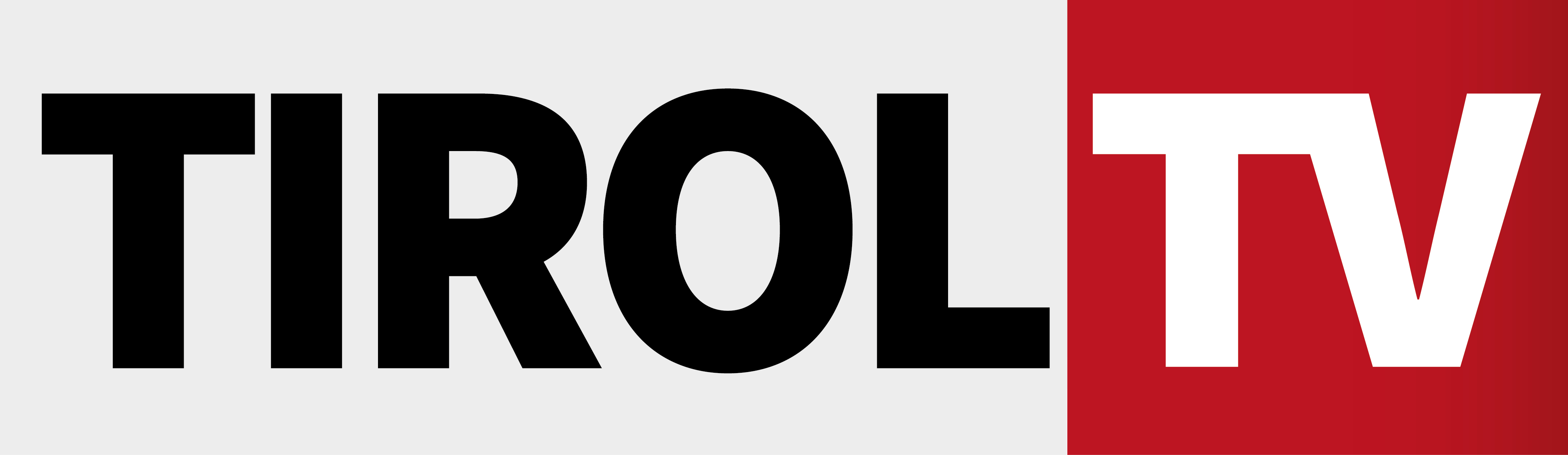
Logo van tirol tv

tirol tv is een regionale televisiezender uit de Oostenrijkse deelstaat Tirol en zetelt in Innsbruck. 
Van december 2007 tot oktober 2013 waren de uitzendingen in heel Europa vrij te ontvangen via satellietpositie Astra 19,2°O. 
De programma´s zijn bijdrages uit de regio. Elke dinsdag en vrijdag worden de programma´s vernieuwd en in een carrousel van 16.00 tot 24.00 uur uitgezonden. In de resterende tijd wordt er een beeld van Tirol getoond met achtergrondmuziek.

## Programma´s
- tirol tv Magazin
- X´sund in Tirol
- Wohnen und Wohlfühlen
- das Kinomagazin
- Wirtschaft Tirol
- Motor news
- Chilly - das Trend und Jugendmagazin